# Maerua
Maerua, biljni rod u porodici kaparovki smješten u vlastiti tribus Maerueae. Rasprostranjen je uglavnom po Africi, a od 70 vrsta grmova i drveća, tek nekoliko raste i u Aziji
Tipična je vrsta Maerua crassifolia Forssk., zimzeleno drvo čije se jestivo lišće stavlja u kus-kus. Rod je opisan u Flora Aegyptiaco-Arabica 104. 1775.

## Vrste
1. Maerua acuminata Oliv.
2. Maerua aethiopica (Fenzl) Oliv.
3. Maerua andradae Wild
4. Maerua angolensis DC.
5. Maerua apetala (B.Heyne ex Roth) M.Jacobs
6. Maerua arenaria Hook.f. & Thomson
7. Maerua baillonii Hadj-Moust.
8. Maerua boranensis Chiov.
9. Maerua brevipetiolata Killick
10. Maerua brunnescens Wild
11. Maerua bussei (Gilg & Gilg-Ben.) R.Wilczek
12. Maerua buxifolia (Welw. ex Oliv.) Gilg & Gilg-Ben.
13. Maerua cafra (DC.) Pax
14. Maerua calantha Gilg
15. Maerua candida Gilg
16. Maerua crassifolia Forssk.
17. Maerua cylindrocarpa Hadj-Moust.
18. Maerua decumbens (Brongn.) DeWolf
19. Maerua denhardtiorum Gilg
20. Maerua descampsii De Wild.
21. Maerua dewaillyi Aubrév. & Pellegr.
22. Maerua duchesnei (De Wild.) F.White
23. Maerua edulis (Gilg & Gilg-Ben.) DeWolf
24. Maerua elegans R.Wilczek
25. Maerua eminii Pax
26. Maerua endlichii Gilg & Gilg-Ben.
27. Maerua erlangeriana Gilg & Gilg-Ben.
28. Maerua filiformis Drake
29. Maerua friesii Gilg & Gilg-Ben.
30. Maerua gilgiana De Wild.
31. Maerua gilgii Schinz
32. Maerua gillettii Kers
33. Maerua glauca Chiov.
34. Maerua grantii Oliv.
35. Maerua holstii Pax
36. Maerua homblei De Wild.
37. Maerua humbertii Hadj-Moust.
38. Maerua intricata Kers
39. Maerua juncea Pax
40. Maerua kaessneri Gilg & Gilg-Ben.
41. Maerua kaokoensis Swanepoel
42. Maerua kirkii (Oliv.) F.White
43. Maerua koratensis Srisanga & Watthana
44. Maerua macrantha Gilg
45. Maerua mendesii J.A.Abreu, E.S.Martins & Catarino
46. Maerua mungaii Beentje
47. Maerua nana R.A.Graham ex Polhill
48. Maerua nervosa (Hochst.) Oliv.
49. Maerua nuda Scott Elliot
50. Maerua oblongifolia (Forssk.) A.Rich.
51. Maerua paniculata Wild
52. Maerua parvifolia Pax
53. Maerua pintobastoae J.A.Abreu, E.S.Martins & Catarino
54. Maerua polyandra R.A.Graham
55. Maerua prittwitzii Gilg & Gilg-Ben.
56. Maerua pseudopetalosa (Gilg & Gilg-Ben.) DeWolf
57. Maerua puccionii Chiov.
58. Maerua purpurascens Thulin
59. Maerua racemulosa (DC.) Gilg & Gilg-Ben.
60. Maerua robynsii R.Wilczek
61. Maerua rosmarinoides (Sond.) Hochst. ex Pax
62. Maerua salicifolia Wild
63. Maerua scandens (Klotzsch) Müll.Berol. ex B.D.Jacks.
64. Maerua schinzii Pax
65. Maerua schliebenii Gilg-Ben.
66. Maerua sessiliflora Gilg
67. Maerua siamensis (Kurz) Pax
68. Maerua somalensis Pax
69. Maerua subcordata (Gilg) DeWolf
70. Maerua triphylla A.Rich.